# ديفيد كوكس (إحصائي)
السير ديفيد كوكس (بالإنجليزية: David Cox)‏ (ولد في 15 يوليو 1924) هو إحصائي بريطاني بارز.
شغل منصب رئيس المعهد الدولي للإحصاء بين 1995 و1997.

## تعليمه
درس الرياضيات في كلية سانت جونز (كامبريدج) وحصل على درجة الدكتوراة من جامعة جامعة ليدز في عام 1949، تزوج كوكس جويس دروموند في عام 1947 ورزقا بأربع أطفال وحفيدين.